# (1088) Mitaka
(1088) Mitaka est un astéroïde de la ceinture principale découvert le 17 novembre 1927 par l'astronome japonais Okuro Oikawa à Tokyo. Sa désignation provisoire était 1927 WA.
Il tire son nom de Mitaka, un ancien village faisant désormais partie de la banlieue de Tokyo, dans lequel se trouve l'observatoire astronomique de Tokyo.